# Star Trek: 25th Anniversary
Star Trek: 25th Anniversary ist ein Adventure-Computerspiel mit Elementen eines Actionspiels, das von Interplay entwickelt und 1992 für PC-kompatibles DOS veröffentlicht wurde. Im Folgejahr 1993 erschien eine Version für Mac OS und im Jahr 1994 eine Version für Amiga 1200/4000 Heimcomputer. Das Spiel erschien ursprünglich auf Diskette. Eine CD-ROM-Fassung wurde von den Darstellern der Fernsehserie Raumschiff Enterprise vertont. Mit Star Trek: Judgment Rites existiert ein direkter Nachfolger. Bei GOG.com wurde das Spiel 2015 mit vorkonfigurierter DOSBox wiederveröffentlicht.
Zudem erschienen gleichnamige Spiele für das Nintendo Entertainment System und den Game Boy, die jedoch eigenständige Werke darstellen.

## Spielprinzip
Das Spiel ist in Episoden unterteilt, die mit einer Beauftragung durch das Sternenflottenkommando beginnt. Im ersten Abschnitt wird in der Regel eine taktische Weltraum-Flugsimulation gespielt. Anschließend begibt man sich mit einem Außenteam auf die Planetenoberfläche, wo das Spiel wie ein Point-and-Click-Adventure gesteuert wird.

## Rezeption
Der Aktuelle Software Markt zeichnete es als Spiel des Monats aus. Es sei mit viel Liebe zum Detail entwickelt worden. Play Time lobte die VGA-Grafik und vergab ebenfalls eine Auszeichnung. Die Grafik sei nicht sonderlich schnell, aber sehr bunt. Durch die Symbole sei die Steuerung sehr eingängig. Es handele sich für PC Joker um eine „atmosphärisch dichte Umsetzung der Kultserie“. Boris Schneider-Johne bemängelte den Umfang und die Spieldauer sowie die Balance in der letzten Raumschlacht. Die Rätsel seien teils etwas einfach gestrickt.
Mick Schnelle bemängelte Eingabeverzögerungen bei der Maussteuerung auf dem Amiga und wertete aufgrund technischer Probleme ab.
Für PC Games seien die Soundeffekte in der CD-ROM Fassung stark verbessert. Auch die von den Stars der Fernsehserie englischen Originalstimmen seien besonders hervorzuheben. Ansonsten werde das Medium nicht besonders ausgenutzt. Die Raumkämpfe seien weiterhin nicht auf dem Niveau von Wing Commander.
Retrospektiv sei es die erste ernsthafte Videospieladaption im Star Trek Franchise. Es zähle retrospektiv zu den besten Spielen für den Amiga 1200.